# Louis Van Geyt
Louis Van Geyt, né le 24 septembre 1927 à Anvers et mort le 14 avril 2016, est un homme politique belge. Il est député du Parlement flamand de 1971 à 1981 et président du Parti communiste de Belgique de 1972 à 1989.

## Biographie
Louis Van Geyt étudie à l'Université libre de Bruxelles (ULB) à Bruxelles. Il obtient un diplôme d'ingénieur civil en 1946 puis se dirige vers les sciences économiques et financières dont il sort diplômé en 1949. Pendant ses études, il est actif dans le milieu universitaire bruxellois de gauche. Au début des années 1950, il travaille pendant huit mois au service d'études économiques de la Banque nationale de Belgique, qu'il quitte pour travailler au service d'études et de documentation du Parti communiste de Belgique (KPB).
De 1964 à 1970, il est conseiller municipal communiste à Bruxelles et, de 1971 à 1981, membre de la Chambre des représentants de l'arrondissement de Bruxelles. Il devient ainsi le seul et dernier communiste néerlandophone à la Chambre des représentants. En tant qu'élu flamand d'un parti majoritairement francophone, il utilise les deux langues nationales dans ses discours. De décembre 1971 à octobre 1980, en raison du double mandat alors existant, il siège également au Conseil de la culture de la communauté culturelle néerlandaise. Du 21 octobre 1980 à novembre 1981, il est brièvement membre du Conseil flamand, successeur du Conseil de la Culture et prédécesseur de l'actuel Parlement flamand.
En 1972, il succède à Marc Drumaux à la présidence du KPB. Bien que le parti sous sa présidence ait suivi une voie modérée, « euro-communiste », et qu'il ait inspiré lui-même le respect des non-communistes, il n'a pu empêcher le parti de perdre lentement en voix et de disparaître finalement du parlement. Van Geyt est resté président du parti jusqu'en 1989, date à laquelle le KPB se scinde en une aile autonome flamande (KP Flandre) et une francophone (PC Wallonie).
Comme il avait fait don de son corps à la science, aucune cérémonie funéraire n'a lieu après sa mort en 2016.